# Candín (kommunhuvudort)
Candín är en kommunhuvudort i Spanien.   Den ligger i provinsen Provincia de León och regionen Kastilien och Leon, i den nordvästra delen av landet, 400 km nordväst om huvudstaden Madrid. Candín ligger 892 meter över havet och antalet invånare är 394.
Terrängen runt Candín är huvudsakligen lite bergig. Candín ligger nere i en dal. Runt Candín är det ganska glesbefolkat, med 21 invånare per kvadratkilometer. Närmaste större samhälle är Fabero, 9,9 km sydost om Candín. I omgivningarna runt Candín växer i huvudsak barrskog.